# Andrew Watson
Pour les articles homonymes, voir Watson et Andrew Watson (homonymie).
Andrew James Watson (né en 1952) est un scientifique britannique, spécialiste de la vie marine et de l'atmosphère. Il est expert dans le domaine des concentrations atmosphériques en dioxyde de carbone et en oxygène. Il est actuellement Professeur à la School of Environmental Sciences, rattachée à l'université d'East Anglia.

## Cartographier les eaux des océans
Alors qu'il était à la Marine Biological Association puis au Plymouth Marine Laboratory dans les années 1980, Watson mit au point une technique qui permet de cartographier la dispersion des eaux des océans en utilisant l'hexafluorure de soufre et la perfluorodécaline.
Watson et ses collègues ont utilisé cette méthode pour mesurer le taux de mélange des océans, et pour identifier le mouvement des plaques de surface. Il appliqua aussi sa méthode pour expérimenter la fertilisation par le fer. Plus d'une douzaine de recherches de ce type ont actuellement été menées à bien et ont prouvé que le fer est un nutriment limitant essentiel dans la plupart des grandes zones océaniques.